# IC 4599
IC 4599 — планетарна туманність у сузір'ї Скорпіон.
Цей об'єкт міститься в оригінальній редакції індексного каталогу.